# Sounds of a Playground Fading
Sounds of a Playground Fading er det tiende album af det svenske melodiske dødsmetal-band In Flames, som blev udgivet den 15. Juni 2011 gennem Century Media/Razzia. Dette er det første album uden den tidligere guitarist Jesper Strömblad, som forlod bandet i Februar 2010.

## Spor
1. "Sounds Of A Playground Fading" – 4:44
2. "Deliver Us" – 3:31
3. "All for Me" – 4:31
4. "The Puzzle" – 4:34
5. "Fear Is the Weakness" – 4:07
6. "Where the Dead Ships Dwell" – 4:27
7. "The Attic" – 3:18
8. "Darker Times" – 3:25
9. "Ropes" – 3:42
10. "Enter Tragedy" – 3:59
11. "Jester's Door" – 2:38
12. "A New Dawn" – 5:52
13. "Liberation" – 5:10